# 维尔特鲁德·德雷克塞尔
维尔特鲁德·德雷克塞尔（德語：Wiltrud Drexel，1950年8月16日—），奥地利女子高山滑雪运动员。她曾代表奥地利参加1972年冬季奥林匹克运动会高山滑雪比赛，获得女子大回转铜牌。